# Подольская губерния
Подо́льская губе́рния — административная единица Российской империи, Украинской НР, Украинской Советской Республики и Украинской ССР.
Существовала с 1796 по 1925 год. Губернский город — Каменец-Подольский, с 1914 года — Винница. Большая часть территорий губернии на сегодняшний день входит в состав Винницкой и Хмельницкой, частично Одесской и Николаевской областей Украины.

## География
Граничила на западе с Австро-Венгрией (Галицией), причём на протяжении около 180 км границу составляла река Збруч, левый приток Днестра; на севере — с Волынской губернией, на востоке — с Киевской губернией, на юго-востоке и отчасти на юге — с Херсонской, на юго-западе — с Бессарабской губернией, от которой отделяется рекой Днестр.
Площадь — ок. 42 тыс. км² (по Швейцеру — 42 400 км²).

### Рельеф
Рельеф поверхности очень сложен благодаря, главным образом, размывающей деятельности рек. В общем площадь губернии представляет собой возвышенное плато, немного понижающееся по направлению с северо-запада к юго-востоку и пересечённое многочисленными и глубокими речными долинами; плато это продолжается на север в Волынскую губернию, на северо-восток в Киевскую, на западе сливается c Галицийской возвышенностью, но с Карпатами ни орографической, ни геологической связи не имеет.
Наиболее возвышенные точки губернии находятся на северо-западе.
- Проскуровский уезд — ок. 361 м у села Александровка, ок. 353 м у Фельштина)
- Летичевский уезд — ок. 362 м, Волковинцы
- Литинский уезд — ок. 335 м, Бабин; ок. 362 м, Новоконстантинов
- Винницкий уезд — ок. 320 м, Богудзенка
- Каменец-Подольский уезд — ок. 349 м, Цикова; ок. 345 м, Черноводы
- Ново-Ушицкий уезд — ок. 336 м, Супруновка
- Могилёвский уезд — ок. 308 м, Беляны
- Брацлавский уезд — ок. 312 м, Дубовец

В глубоких долинах рек абсолютные высоты спускаются до 121 м. От водоразделов между главными реками идут во все стороны пологие склоны, которые затем круто обрываются в речные долины. Южная часть губернии (по Днестру и его притокам) сильнее изрезана долинами и более расчленена, чем северная. В Каменец-Подольском уезде проходит замечательная цепь остроконечных холмов (мшанковых атоллов), известных под именем Товтры, или гор Мёдоборских. Больших низменностей в Подольской губернии нет.

### Водные ресурсы
Главнейшие реки: Днестр и Южный Буг.
Днестр принадлежит Подольской губернии на протяжении ок. 442,7 км (от устья Збруча до устья Ягорлыка), составляя естественную её границу с Бессарабской губернией, и на всём этом протяжении судоходен. Важнейшие его притоки в пределах Подольской губернии — Збруч, Смотрич, Ушица, Калюс, Лядава, Мурафа и Ягорлык, все они несудоходны, текут весьма быстро в глубоких ущельях и питаются не только атмосферными, но и почвенными водами.
Буг течёт в Подольской губернии на протяжении ок. 542 км (от с. Глядки до устья Синюхи), несудоходен и течёт медленно, в болотистых берегах; таковы же и его притоки — Бужок, Волк, Иква, Снивода, Згар, Десна, Ров, Собь, Савранка, Кодыма, Синюха.
Озёр в Подольской губернии нет; из болот самое значительное находится по реке Волк, в Проскуровском уезде; по притокам Буга расположено много прудов.

## Административное деление

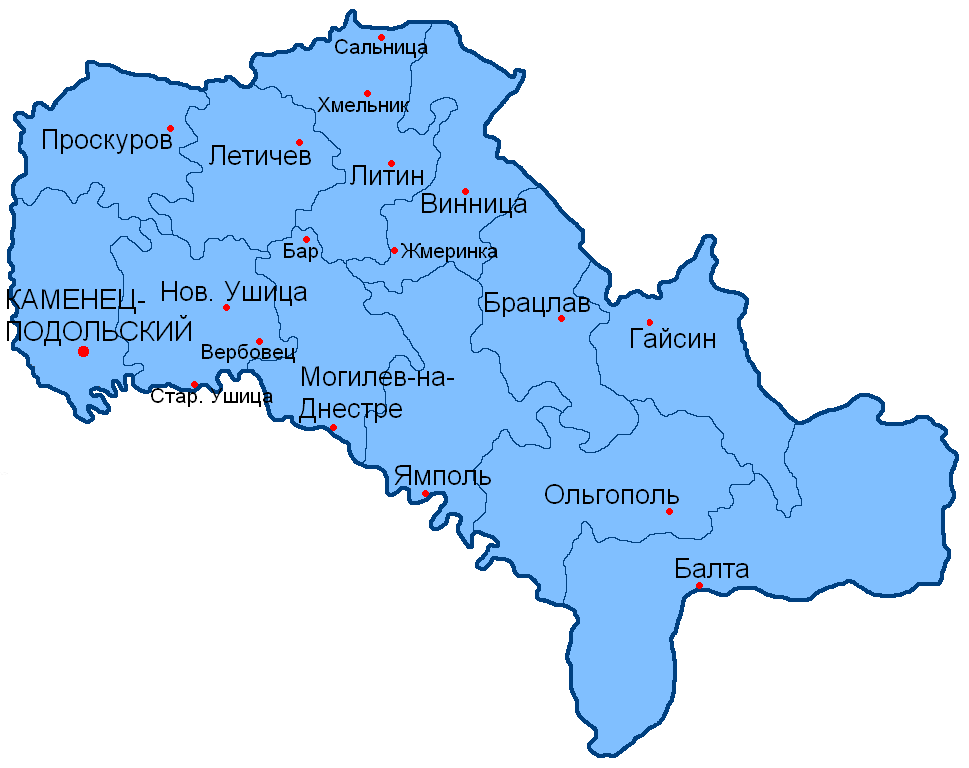
Карта административного деления Подольской губернии

В конце XIX века в состав губернии входило 12 уездов:
| №  | Уезд               | Уездный город                    | Герб уездного города | Площадь, вёрст² | Население (1897), чел. |
| -- | ------------------ | -------------------------------- | -------------------- | --------------- | ---------------------- |
| 1  | Балтский           | Балта (23 363 чел.)              |                      | 6824,1          | 391 018                |
| 2  | Брацлавский        | Брацлав (7 863 чел.)             |                      | 2706,3          | 241 868                |
| 3  | Винницкий          | Винница (30 563 чел.)            |                      | 2619,3          | 248 314                |
| 4  | Гайсинский         | Гайсин (9 374 чел.)              |                      | 2972,7          | 248 142                |
| 5  | Каменец-Подольский | Каменец-Подольский (35 934 чел.) |                      | 2534,3          | 266 350                |
| 6  | Летичевский        | Летичев (7 248 чел.)             |                      | 2371,7          | 184 477                |
| 7  | Литинский          | Литин (9 420 чел.)               |                      | 2919,0          | 210 502                |
| 8  | Могилёвский        | Могилёв (22 315 чел.)            |                      | 2413,0          | 227 672                |
| 9  | Новоушицкий        | Новая Ушица (6 371 чел.)         |                      | 2495,7          | 223 312                |
| 10 | Ольгопольский      | Ольгополь (8 134 чел.)           |                      | 3521,9          | 284 253                |
| 11 | Проскуровский      | Проскуров (22 855 чел.)          |                      | 2364,6          | 226 091                |
| 12 | Ямпольский         | Ямполь (6 605 чел.)              |                      | 3179,1          | 266 300                |

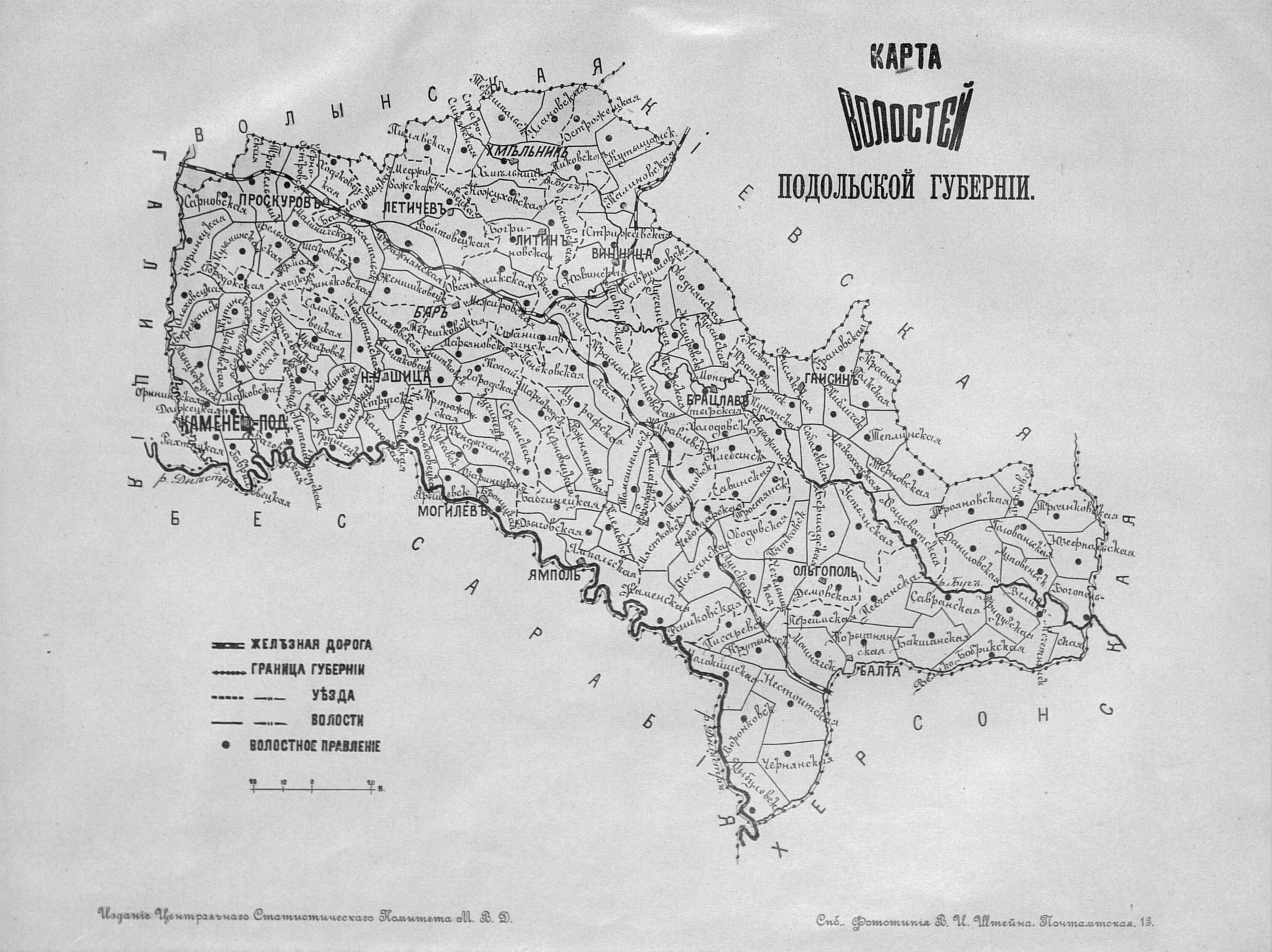
Волости Подольской губернии

Постановлением Всеукрревкома от 28 января 1920 года Балтский уезд был передан в состав Одесской губернии. 6 июля 1921 года в составе Подольской губернии образован Жмеринский уезд. Постановлением Всеукраинской ЦИК от 7 марта 1923 года уездное деление ликвидировано, и Подольская губерния разделена на 6 округов: Винницкий, Гайсинский, Каменец-Подольский, Могилёв-Подольский, Проскуровский и Тульчинский. 12 октября 1924 года с созданием Молдавской АССР (с временной столицей в городе Балта) в её состав отошла часть территории Тульчинского округа Подольской губернии.
Подольская губерния была упразднена в соответствии с постановлением Всеукраинской ЦИК от 3 июня 1925 года в ходе ликвидации губернского деления в Украинской ССР.

## Земские учреждения
При введении земских учреждений в 1864 году губерния была оставлена неземской. В 1903 году было принято «Положение об управлении земским хозяйством в губерниях Витебской, Волынской, Киевской, Минской, Могилевской, Подольской», по которому в губернии вводился модифицированный порядок земского управления, с назначением всех членов земских управ и земских гласных от правительства. Данный порядок был признан неудачным, после чего с 1910 разрабатывался законопроект о введении в этих губерниях выборных земских учреждений, но также с исключениями из общего порядка, направленными на отстранение от участия в земствах польских землевладельцев. Принятие данного закона в 1911 году сопровождалось острым политическим кризисом (см. Закон о земстве в западных губерниях). Выборное земство в этих шести губерниях действовало с 1912 года.

## Население
Национальный состав в 1897 году:
| Уезд               | малороссы | евреи  | русские | поляки | молдаване |
| ------------------ | --------- | ------ | ------- | ------ | --------- |
| Губерния в целом   | 80,9 %    | 12,2 % | 3,3 %   | 2,3 %  | …         |
| Балтский           | 76,9 %    | 13,6 % | 3,9 %   | 0,9 %  | 4,5 %     |
| Брацлавский        | 82,6 %    | 11,6 % | 3,3 %   | 2,0 %  | …         |
| Винницкий          | 74,4 %    | 12,4 % | 7,1 %   | 5,1 %  | …         |
| Гайсинский         | 86,3 %    | 10,4 % | 1,9 %   | 1,2 %  | …         |
| Каменец-Подольский | 78,9 %    | 13,9 % | 4,1 %   | 2,7 %  | …         |
| Летичевский        | 80,8 %    | 13,2 % | 3,7 %   | 1,7 %  | …         |
| Литинский          | 83,1 %    | 11,4 % | 3,0 %   | 2,1 %  | …         |
| Могилевский        | 80,5 %    | 14,5 % | 2,8 %   | 1,9 %  | …         |
| Ольгопольский      | 81,6 %    | 11,5 % | 2,2 %   | 1,5 %  | 2,9 %     |
| Проскуровский      | 78,1 %    | 12,1 % | 2,9 %   | 6,4 %  | …         |
| Ушицкий            | 84,6 %    | 11,4 % | 2,3 %   | 1,2 %  | …         |
| Ямпольский         | 85,7 %    | 10,4 % | 1,9 %   | 1,8 %  | …         |

Плотность населения, по данным переписи 1897 года, составляла на 82,1 жит. на кв. версту. По плотности населения Подольская губерния занимала второе (и первое по плотности сельского населения) после Московской губернии место в Европейской России (не считая губерний Царства Польского). Более всего был населён Каменецкий уезд — 105 жителей на 1 кв. версту, менее всего Балтский — 52,5 на 1 кв. версту.
Количество поселений в губернии — 7207, в том числе 17 городов и 120 местечек. В 1872 г. всего населения было 1 954 627 чел., а по переписи 1897 года — 3 031 513 (1 516 760 муж. и 1 514 753 жен.), что составляло около 2 % ежегодного прироста. В 17 городах было 220 596 жителей (115 369 муж. и 105 227 жен.).
В Подольской губернии было 1363 села, 303 деревни, 150 более или менее крупных посёлков и хуторов.
По сословиям население в 1895 г. распределялось так:
- дворяне — 26 208
- духовного звания — 468
- мещане 511 273
- потомственные почётные граждане — 4384
- личные почётные граждане — 5329
- купцы — 5590
- крестьяне — 2 037 754
- евреи-землевладельцы — 13 951
- отставные нижние чины и их семейства — 176 709

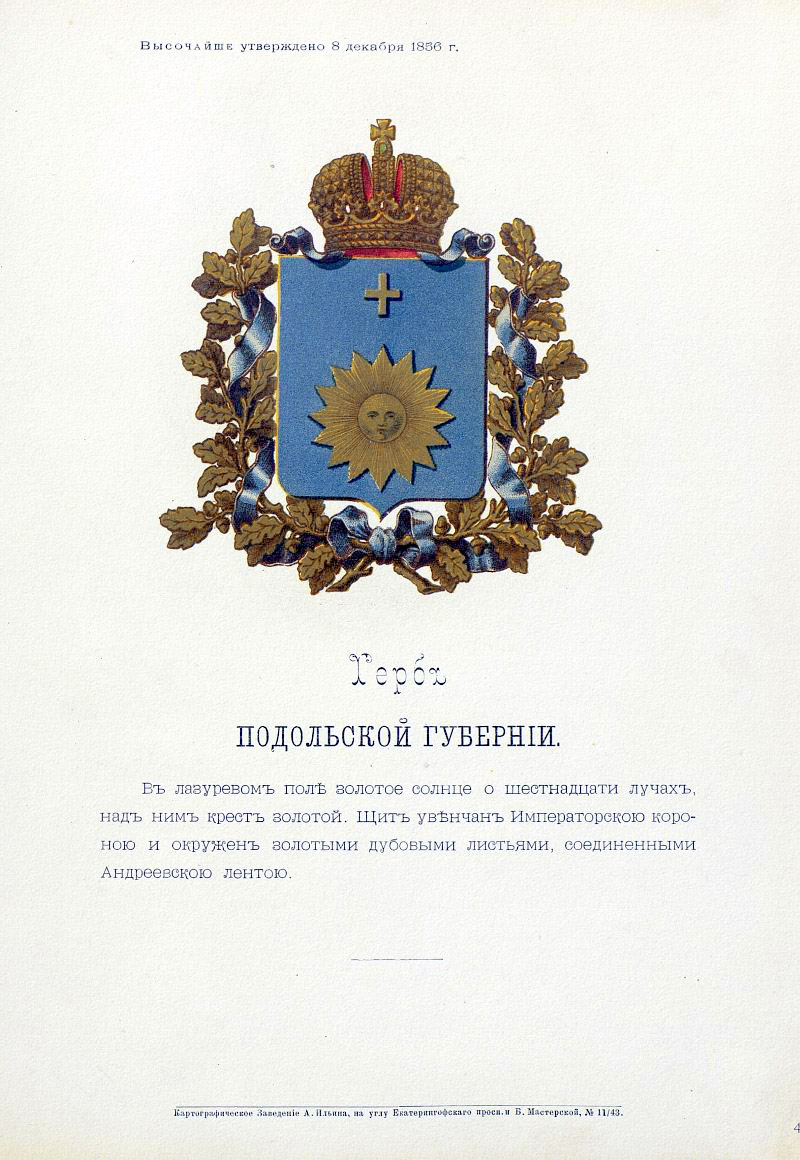
Герб губернии c оф.описанием, утверждённый Александром II (1856)

- иностранцы и пр. — 9986

### Религия
По переписи 1897 г. в Подольской губернии насчитывалось:
- православные — 2.358.497 чел. (78,14 % всего населения)
- иудеи — 370.612 (12,28 %)
- римокатолики — 262.738 (8,7 %)
- старообрядцы — 18.849 (0,62 %)
- протестанты — 3.876 (0,13 %)
- мусульмане — 3.460 (0,11 %)
- Православных церквей — 1645, 7 мужских и 4 женских монастыря
- Синагог — 89, еврейских молитвенных домов — 431
- Римско-католических костёлов и каплиц — 202
- Лютеранских церквей — 4
- Мечеть — 1

## Хозяйство
Главное занятие жителей — сельское хозяйство. Ремёслами в 1895 году занималось 69 399 чел. По данным 1886 г., кустарными промыслами занималось более 6 тыс. человек. В Проскуровском, Ольгопольском и Балтском уездах крестьяне некоторых деревень занимались шитьём тулупов и полушубков, выделкой овчин и кожи и шитьём сапог. В Винницком, Летичевском и Ольгопольском уездах существовало гончарное производство, в последнем — также выделка деревянных изделий; в Ямпольском — тесание камней. Всех фабрик и заводов в 1896 г. было 5171, с 28 501 рабочими.
В губернии на границе с Австрией было 2 таможни — Гусятинская и Исаковецкая, Гуковская застава и Сатановский переходный пункт.
Железных дорог было ок. 565 км, почтовых дорог — ок. 12 тыс. км, почтовых станций — 50, с 715 лошадьми. Грунтовых дорог — ок. 3307 км.
Землевладельцы разводили главным образом яблоки, груши и сливы, местами и «волошские орехи»; вишни и черешни стояли на втором плане; нередки персики и абрикосы; айва встречались по преимуществу в Балтском уезде. У крестьян преобладали сливы и вишни. Из ягод землевладельцы разводили клубнику, малину, смородину, крыжовник. Кизил растёт в диком виде по южным каменистым склонам и утёсистым берегам рек и ручьёв бассейна Днестра. Дико растут также барбарис и тёрн. Виноград разводился главным образом в прибрежной полосе Днестра. Виноделие существовало в Ольгопольском, Балтском, Ямпольском и Новоушицком уезде.

## Руководство губернии

### Генерал-губернатор
| Ф. И. О.                  | Титул, чин, звание | Время замещения должности |
| ------------------------- | ------------------ | ------------------------- |
| Тутолмин Тимофей Иванович | генерал-аншеф      | 1795—1796                 |
| Тучков Николай Алексеевич | генерал-лейтенант  | 17.01.1811—1812           |

### Правители наместничества
| Ф. И. О.                        | Титул, чин, звание               | Время замещения должности |
| ------------------------------- | -------------------------------- | ------------------------- |
| Шереметев Николай Петрович      | граф, тайный советник            | 1796                      |
| Берхман Фёдор Фёдорович         | генерал-майор                    | 1795                      |
| Вердеревский Николай Алексеевич | действительный статский советник | 1795—1797                 |

### Губернаторы
| Ф. И. О.                         | Титул, чин, звание                                                          | Время замещения должности |
| -------------------------------- | --------------------------------------------------------------------------- | ------------------------- |
| Янов Пётр Николаевич             | статский советник                                                           | 26.04.1797—1798           |
| Юзефович Алексей Евстафьевич     | действительный статский советник                                            | 10.07.1798—17.04.1800     |
| Тензен Иван Петрович             | действительный статский советник                                            | 11.04.1800—1801           |
| Чевкин Владимир Иванович         | действительный статский советник                                            | 1801—1808                 |
| Берг Пётр Иванович               | действительный статский советник                                            | 1808                      |
| Литвинов Пётр Максимович         | действительный статский советник                                            | 1808—22.04.1811           |
| Сен-При Карл Францевич           | граф, действительный статский советник                                      | 22.04.1811—1816           |
| Павловский Станислав Иванович    | коллежский советник, и. д. (действительный статский советник)               | 1816—1822                 |
| Грохольский Николай Мартынович   | граф, статский советник                                                     | 31.12.1823—22.02.1831     |
| Лубяновский Фёдор Петрович       | тайный советник                                                             | 22.02.1831—14.05.1833     |
| Лашкарёв Григорий Сергеевич      | действительный статский советник                                            | 15.10.1833—25.07.1834     |
| Турчанинов Павел Петрович        | генерал-лейтенант                                                           | 15.12.1834—17.10.1835     |
| Лашкарёв Григорий Сергеевич      | действительный статский советник                                            | 17.10.1835—27.01.1839     |
| Петров Павел Иванович            | генерал-майор                                                               | 27.01.1839—13.11.1840     |
| Флиге Карл Яковлевич             | генерал-майор                                                               | 13.11.1840—30.11.1841     |
| Радищев Афанасий Александрович   | генерал-майор                                                               | 03.05.1842—14.11.1846     |
| Сотников Василий Семёнович       | генерал-майор                                                               | 14.11.1846—22.11.1849     |
| Анненков Владимир Егорович       | генерал-майор                                                               | 29.11.1849—09.12.1852     |
| Вяземский Андрей Николаевич      | князь, генерал-майор, и. д.                                                 | 09.12.1852—13.06.1854     |
| Степанов Михаил Васильевич       | генерал-майор, и. д. (утверждён 19.03.1855)                                 | 13.06.1854—06.11.1856     |
| Пфеллер Владимир Филиппович      | действительный статский советник                                            | 23.11.1856—03.04.1860     |
| Брауншвейг Рудольф Иванович      | статский советник, и. д. (утверждён 23.04.1861)                             | 03.08.1860—12.06.1864     |
| Сухотин Николай Николаевич       | генерал-майор                                                               | 13.07.1864—01.01.1866     |
| Горемыкин Александр Дмитриевич   | полковник, и. д. (утверждён с произведением в генерал-майоры 01.01.1867)    | 01.01.1866—05.10.1869     |
| Мещерский Иван Васильевич        | князь, в звании камергера, действительный статский советник                 | 14.11.1869—11.05.1873     |
| Муханов Александр Сергеевич      | в звании камергера, действительный статский советник                        | 11.05.1873—08.08.1877     |
| Гудим-Левкович Сергей Николаевич | в звании камергера, статский советник (действительный статский советник)    | 23.08.1877—23.05.1879     |
| Милорадович Леонид Александрович | в звании камер-юнкера, статский советник (действительный статский советник) | 15.06.1879—18.06.1882     |
| Батюшков Дмитрий Николаевич      | действительный статский советник                                            | 08.07.1882—19.07.1884     |
| Валь Виктор Вильгельмович        | Свита Его Величества, генерал-майор                                         | 24.07.1884—05.06.1885     |
| Глинка Василий Матвеевич         | действительный статский советник                                            | 05.06.1885—31.08.1892     |
| Нарышкин Александр Алексеевич    | действительный статский советник                                            | 23.09.1892—31.01.1894     |
| Баумгартен Александр Павлович    | действительный статский советник                                            | 17.02.1894—25.11.1895     |
| Семякин Михаил Константинович    | действительный статский советник                                            | 09.04.1896—09.02.1901     |
| Эйлер Александр Александрович    | в звании камергера, действительный статский советник                        | 14.02.1901—12.09.1911     |
| Игнатьев Алексей Николаевич      | граф, церемониймейстер                                                      | 12.09.1911—1915           |
| Мякинин Александр Петрович       | действительный статский советник                                            | 1915—1917                 |

### Губернские предводители дворянства
| Ф. И. О.                           | Титул, чин, звание                                                          | Время замещения должности |
| ---------------------------------- | --------------------------------------------------------------------------- | ------------------------- |
| Потоцкий Теодор                    | граф, тайный советник                                                       | 1796—1798                 |
| Витославский Иосиф                 |                                                                             | 1798—1801                 |
| Нешинский Каэтан Иванович          |                                                                             | 1801—1805                 |
| Старжинский Иван                   |                                                                             | 1805—1806                 |
| Старжинский Каэтан Павлович        |                                                                             | 1806—1807                 |
| Гумецкий Казимир                   |                                                                             | 1807—1809                 |
| Дзеконский Иосиф Антонович         | действительный статский советник                                            | 1809—1811                 |
| Грохольский Николай Мартынович     | граф                                                                        | 1811—1814                 |
| Четвертынский Калясантий Иосифович | князь, камер-юнкер                                                          | 1814—1815                 |
| Комарнидкий Григорий Иванович      | коллежский советник                                                         | 1815—1817                 |
| Комар Станислав Иосифович          | майор                                                                       | 1817—1820                 |
| Пржездецкий Константин Михайлович  | граф, статский советник (тайный советник)                                   | 10.08.1820—28.06.1850     |
| Сулятицкий Иван Войцехович         | капитан (действительный статский советник)                                  | 03.12.1850—04.08.1861     |
| Морков Аркадий Ираклиевич          | граф, отставной майор                                                       | 12.11.1862—09.08.1868     |
| Кочубей Михаил Викторович          | князь, в должности шталмейстера, тайный советник                            | 14.02.1869—08.01.1874     |
| Балашев Николай Петрович           | камергер, коллежский советник                                               | 12.04.1874—01.06.1879     |
| Крупенский Николай Матвеевич       | в звании камер-юнкера, статский советник (действительный статский советник) | 14.12.1879—22.05.1886     |
| Щербатов Алексей Григорьевич       | князь, в должности церемониймейстера, коллежский секретарь                  | 02.08.1887—27.05.1893     |
| Виноградский Николай Ильич         | отставной полковник                                                         | 28.08.1894—04.12.1897     |
| Волжин Александр Николаевич        | в звании камер-юнкера, коллежский асессор                                   | 15.12.1897—15.04.1904     |
| Местмахер Павел Павлович           | барон, действительный статский советник                                     | 29.04.1904—01.01.1910     |
| Ракович Иван Егорович              | статский советник (действительный статский советник)                        | 18.01.1910—1917           |

### Вице-губернаторы
| Ф. И. О.                                   | Титул, чин, звание                                          | Время замещения должности |
| ------------------------------------------ | ----------------------------------------------------------- | ------------------------- |
| Янов Пётр Николаевич                       | статский советник                                           | 1795—26.04.1797           |
| Юзефович Алексей Евстафьевич               | действительный статский советник                            | 29.05.1797—10.06.1798     |
| Смирнов                                    | коллежский советник (статский советник)                     | 10.07.1798—12.08.1799     |
| Крыжановский                               | коллежский советник (статский советник)                     | 12.08.1799—19.05.1800     |
| Сафонович Иван Феодорович                  | статский советник                                           | 1800—1808                 |
| Блажиевский Александр Максимович           | коллежский советник                                         | 1808—1812                 |
| Есипов Алексей Яковлевич                   | коллежский советник                                         | 1812—1813                 |
| Павловский Станислав Иванович              | коллежский советник                                         | 1813—1816                 |
| Грохольский Николай Мартынович             | граф, камергер, статский советник                           | 19.10.1816—31.12.1823     |
| Гирс Федор Карлович                        | статский советник                                           | 12.02.1824—01.02.1838     |
| Нечай Василий Семёнович                    | коллежский советник                                         | 01.02.1838—19.05.1842     |
| Корф Егор Иванович                         | барон, коллежский советник                                  | 19.05.1842—28.11.1843     |
| Пфеллер Владимир Филиппович                | статский советник (действительный статский советник)        | 28.12.1843—03.03.1856     |
| Сафонов Платон Васильевич                  | статский советник (действительный статский советник)        | 03.03.1856—16.03.1862     |
| Жемчужников Фёдор Аполлонович              | действительный статский советник                            | 16.03.1862—06.11.1864     |
| Андреев Валериан Алексеевич                | статский советник, и. д.                                    | 06.11.1864—18.12.1867     |
| Милашевич Николай Степанович               | коллежский советник                                         | 13.01.1868—25.12.1870     |
| Корсаков Николай Васильевич                | надворный советник                                          | 25.12.1870—19.11.1871     |
| Голицын Николай Николаевич                 | князь, коллежский советник                                  | 14.01.1872—18.09.1875     |
| Друцкой-Соколинский Александр Владимирович | князь, статский советник (действительный статский советник) | 24.10.1875—29.06.1879     |
| Глинка Василий Матвеевич                   | статский советник (действительный статский советник)        | 05.11.1879—24.09.1882     |
| Гейкинг Апполлон Карлович                  | барон, статский советник (действительный статский советник) | 24.09.1882—04.10.1890     |
| Неклюдов Иван Михайлович                   | статский советник (действительный статский советник)        | 04.10.1890—14.09.1909     |
| Игнатьев Алексей Николаевич                | граф, надворный советник                                    | 14.09.1909—12.09.1911     |
| Чарторижский Иван Львович                  | действительный статский советник                            | 19.12.1911—1915           |
| Герсдорф Георгий Фридрихович               | штабс-ротмистр запаса, и. д.                                | 1915—1917                 |